# José Mendes
José João Mendes Pimenta Costa (Guimarães, 24 de febrer de 1985) és un ciclista portuguès, professional des del 2008 fins al 2024. Ha corregut a l'equip Victoria Sports Pro Cycling. Del seu palmarès destaca el Campionat nacional en ruta de 2016 i 2019. El 2016 va prendre part en els Jocs Olímpics d'Estiu de Rio de Janeiro.

## Palmarès
- 2003
  -  Campió de Portugal júnior en contrarellotge
- 2005
  - Vencedor d'una etapa a la Volta a Portugal del Futur
- 2006
  - Vencedor de 2 etapes a la Volta a Portugal del Futur
- 2007
  - 1r a la Volta a Portugal del Futur i vencedor d'una etapa
- 2010
  - Vencedor d'una etapa al Gran Premi Liberty Seguros
  - Vencedor d'una etapa al Trofeu Joaquim Agostinho
- 2016
  -  Campió de Portugal en ruta
- 2019
  -  Campió de Portugal en ruta

### Resultats al Tour de França
- 2014. 124è de la classificació general
- 2015. 140è de la classificació general

### Resultats a la Volta a Espanya
- 2013. 22è de la classificació general
- 2016. 54è de la classificació general
- 2018. 83è de la classificació general

### Resultats al Giro d'Itàlia
- 2017. 48è de la classificació general